# Ундулирующая мембрана
Ундули́рующая мембра́на (нем. unduliren — волноваться, колыхаться, от лат. undulа, уменьшит. от unda — волна) — локомоторная структура некоторых протистов. Представлена волнообразно изгибающейся складкой поверхности клетки с прилегающим к ней жгутиком.

Схема строения парабазалии Trichomonas spp. Ундулирующая мембрана и входящий в её состав жгутик отмечены цифрами 6 и 7 соответственно. У данного вида ундулирующая мембрана укреплена фибрилярным тяжем — костой (4).

## Строение
Структура образована жгутиком, обычно идущим от одного из концов клетки к другому, и прилегающим к нему участком поверхностной мембраны клетки. В одних случаях ундулирующая мембрана главным образом образована за счёт развития структур жгутика, в других — за счёт развития субмембранных структур клетки, формирующих гребень, к которому прилегает жгутик. Последний обычно укреплён пучком микрофиламентов — парааксиальным тяжем. Поверхность клетки, с которой связан жгутик, часто также бывает связана с укрепляющими цитоскелетными образованиями. У парабазалий в качестве такой структуры выступает фибриллярный тяж — коста.

## Распространение
Ундулирующая мембрана характерна для многих представителей парабазалий и кинетопластид, а также для некоторых динофлагеллят. Чаще всего эта структура встречается у видов, ведущих паразитический образ жизни. Вероятно, это связано с тем, что данным организмам приходится передвигаться в более плотной, чем вода, среде, что требует усиления двигательной активности самого тела клетки.